# Gerhart-Hauptmann-Gymnasium (Wernigerode)
Das Gerhart-Hauptmann-Gymnasium in Wernigerode ist ein 1538 gegründetes und heute staatliches Gymnasium in Trägerschaft des Landkreises Harz.

## Geschichte

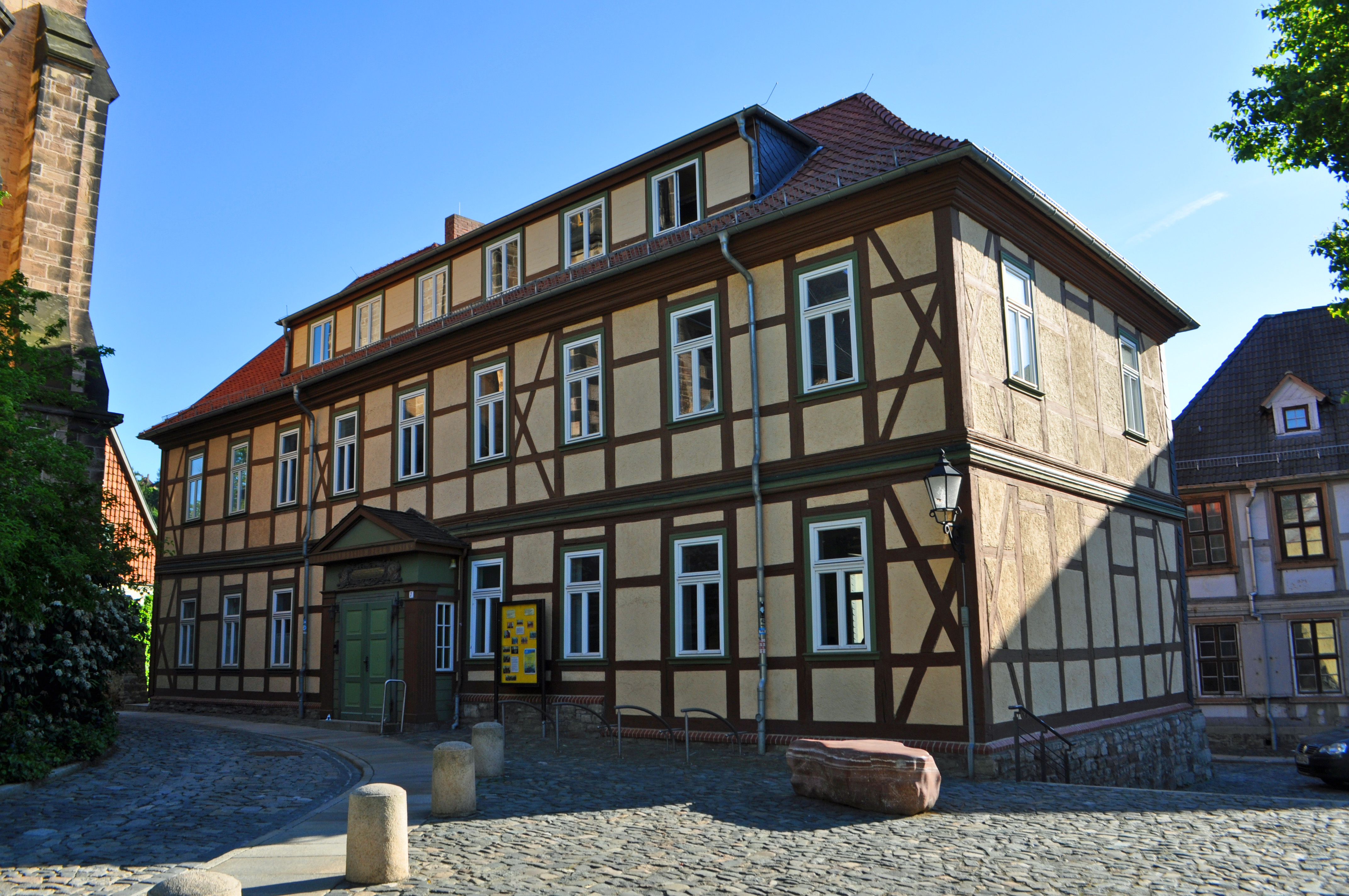
Lyzeum von 1730 am Oberpfarrkirchhof

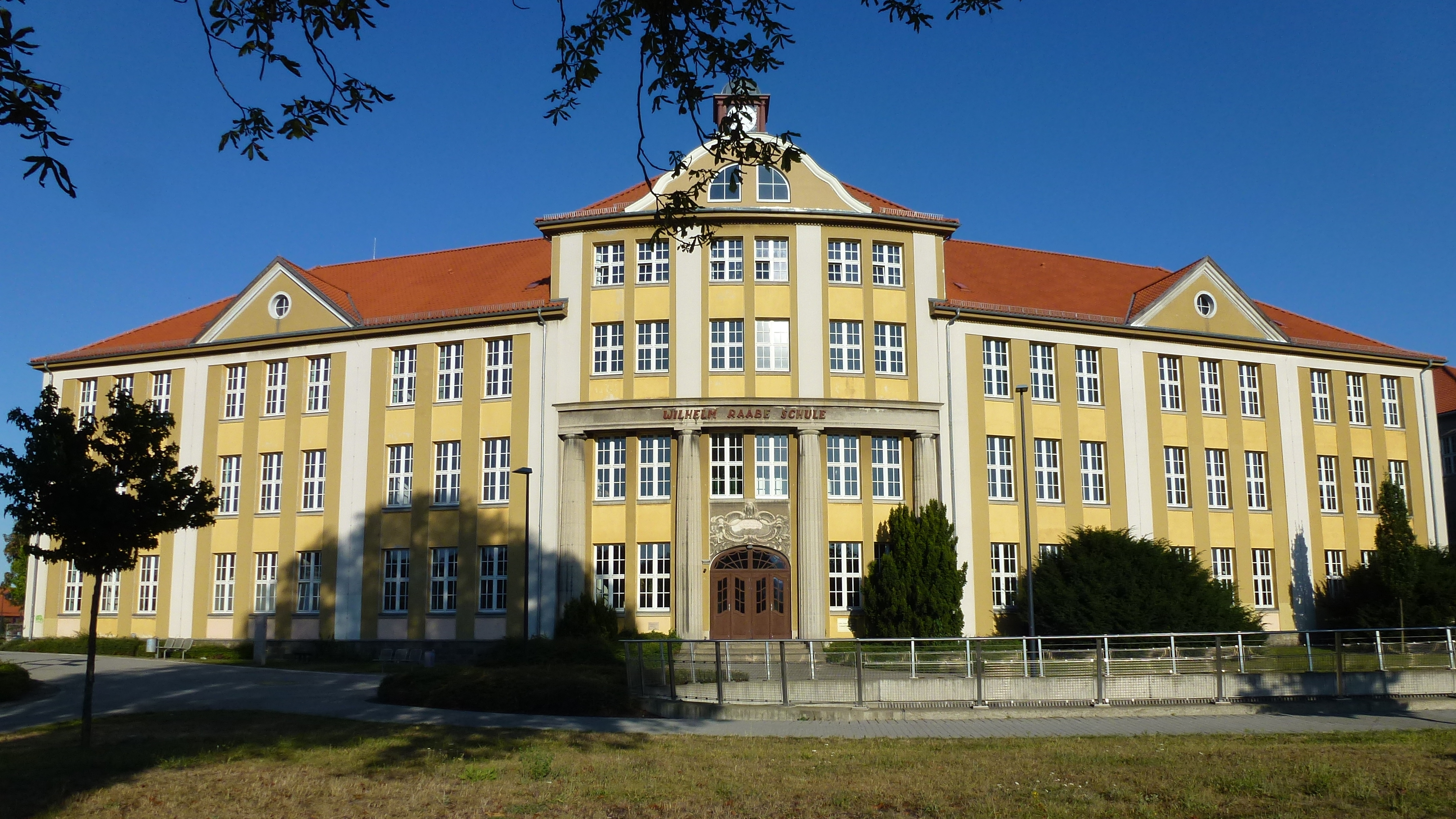
Das Gebäude für die Sekundarstufe I in der ehemaligen Wilhelm-Raabe-Schule am Heltauer Platz

Das heutige Gymnasium wurde mit der Übergabe am 29. März 1538 als städtische Schule begründet, nachdem die St.-Sylvestri-Kirche auf ihre Lateinschule verzichtete, die schon 1262 als Stiftsschule erwähnt worden war. 1730 wurde das Lyzeum am Oberpfarrkirchhof 7 als Barockbau neu errichtet. Das Haus wurde 1872 vom Progymnasium zur Knabenmittelschule und später zur gemischten Mittelschule.
Bis 1926 besaß das Fürstenhaus Stolberg-Wernigerode das Patronat über die Schulen der Stadt, da die Stadt Wernigerode nicht in der finanziellen Lage war, die seit 1863 von Preußen geforderten Schulneubauten zu errichten. Deshalb kam Otto Graf zu Stolberg-Wernigerode 1869–1871 für den Neubau des Gymnasiums in der Westernstraße auf. Der Entwurf des Gebäudes stammt von Ernst Bösser, der es nach von Baurat Carl Frühling abgewandelten Plänen erbaute. Es wurde am 28. August 1871 als Gräflich-Stolberg'sches Gymnasium eingeweiht und erhielt später den Namen Fürst-Otto-Gymnasium nach seinem Stifter. Im Jahr 1872/1873 besuchten 239 Schüler das Gymnasium. Das Gymnasium unterhielt eine eigene Schülerfeuerwehr, die von 1865 bis 1945 bestand. Das Fürst-Otto-Gymnasium war den männlichen Schülern vorbehalten, während die Mädchen das Fürstin-Anna-Lyceum besuchten. In der DDR wurde das Gymnasium in Gerhart-Hauptmann-Oberschule umbenannt und als Erweiterte Oberschule geführt.
Im Hauptgebäude am Westerntor werden heute die Schüler der Sekundarstufe II unterrichtet. Das Gebäude für die Sekundarstufe I ist seit 1991 die ehemalige Wilhelm-Raabe-Schule, welche 1912/13 als Knaben-Mittelschule am Heltauer Platz, damals Bahnhofstraße 18, errichtet wurde. Aus den 1964 von Friedrich Krell an der damaligen Erweiterten Oberschule gegründeten Spezialklassen für Musik ging 1991 das neugegründete eigenständige Landesgymnasium für Musik Wernigerode hervor.
In einigen Klassenstufen wird bilingualer Unterricht angeboten.
Im September 2022 beschloss der Kreistag die Schulentwicklungsplanung, die eine Fusion der beiden Wernigeröder Gymnasien zum Schuljahr 2023/24 vorsieht. Hauptstandort und Sitz der Schulleitung soll das Schulgebäude in der Westernstraße in Wernigerode werden, die anderen Schulgebäude sollen für die fusionierte Schule erhalten bleiben.

## Veröffentlichungen
- 1974: Der Chor der Gerhart-Hauptmann-Oberschule: Im Schönsten Wiesengrunde, LP[12]

## Personen
ehemalige Schüler:
- Johann Wilhelm Ludwig Gleim (1719–1803), Dichter und Literaturmäzen
- Martin Heinrich Klaproth (1743–1817), Chemiker
- Johannes Riem (1868–1945), deutscher Astronom und populärwissenschaftlicher Autor
- Martin Renner (1870–1956), Diplomat, Gesandter, Generalmajor, Militärattaché
- Eckart Friedrichson (1930–1976), Schauspieler, Sänger und Synchronsprecher, Figur "Meister Nadelöhr"

ehemalige Lehrkräfte:
- Friedrich Krell (1928–2020), Chorpädagoge und Chorleiter, ab 1951
- Stefan Kuna (geb. 1976), Hörfunk- und Veranstaltungsmoderator

Schulleiter
- Wilhelm Bachmann (1860–1888)
- Otto Riedel (1888–1901)
- Albrecht Jordan (1901–1919)
- Paul Menge (1919–1939)
- Walter Brockmöller (1939–1945)[13]
- Gerhard Waldhausen (1991–2006)[14]
- Reiner Schulz 2008–?[15]
- Herbert Siedler
- Raimund Witte (seit 1. Februar 2019)